# داريل هايلز
داريل هايلز (بالإنجليزية: Darrell Hiles)‏ (مواليد 10 يناير 1969) هو ملاكم أسترالي، مثّل بلاده في الألعاب الأولمبية الصيفية 1988.

## روابط خارجية
داريل هايلز على موقع بوكس ريك (الإنجليزية) (registration required)
- داريل هايلز على موقع اللجنة الأولمبية الدولية (الإنجليزية)
- داريل هايلز على موقع أوليمبيديا (الإنجليزية)
- داريل هايلز على موقع اللجنة الأولمبية الأسترالية (الإنجليزية)